# Cesare Benso
(dal rapporto del nunzio apostolico Giulio Cesare Riccardi al cardinale Aldobrandini, 31 luglio 1595)
Cesare Benso (... – 18 dicembre 1595) è stato un vescovo cattolico italiano.
È stato vescovo di Asti in uno degli episcopati più corti della storia della diocesi di Asti.

## Biografia
Succeduto all'inizio del 1595 a Francesco Panigarola apparteneva ad una delle famiglie chieresi più influenti.
Non a caso molti esponenti della famiglia Benso erano governatori delle principali città del Ducato di Savoia.
Cesare Benso, prima della sua consacrazione a vescovo di Asti, era stato vicario generale dell'arcivescovo di Torino Carlo Broglia.